# Mangghystaumunaigas
Mangghystaumunaigas (MMG) (russisch Мангистаумунайгаз, kasachisch Маңғыстаумұнайгаз) ist ein Unternehmen aus Kasachstan mit Sitz in Aqtau auf der Halbinsel Mangyschlak am kaspischen Meer. Es ist an der Kasachischen Börse gelistet.
Mangghystaumunaigas fördert 31 Prozent des Öls in der Region und acht Prozent der gesamten kasachischen Ölförderung. Es fördert an 15 Öl- und Gasfeldern in Kasachstan. 2006 betrug die Ölfördermenge von MMG 5,7 Millionen Tonnen.

## Geschichte
Das Unternehmen wurde am 27. November 1963 auf Beschluss der sowjetischen Führung im westlichen Kasachstan unter dem Namen Mangyschlakneft gegründet. Zunächst förderte das staatseigene Unternehmen im 1961 entdeckten Ölfeld Schetybai. Im Mai 1995 ging das Unternehmen an die kasachische Börse.
Im Jahr 1997 erwarb das indonesische Mineralölunternehmen Central Asia Petroleum Ltd. insgesamt 99 Prozent der Aktien von Mangghystaumunaigas. Ende 2009 erwarb der kasachische Mineralölkonzern KazMunayGas zusammen mit der China National Petroleum Corporation 100 Prozent der Aktien des Unternehmens.